# Melanerpes hoffmannii
Melanerpes hoffmannii (лат.) — вид птиц из семейства дятловых. Подвидов не выделяют. Распространён в Центральной Америке. Видовое название дано в честь немецкого натуралиста Карла Гоффмана (нем. Karl Hoffmann, 1823—1859).

## Описание

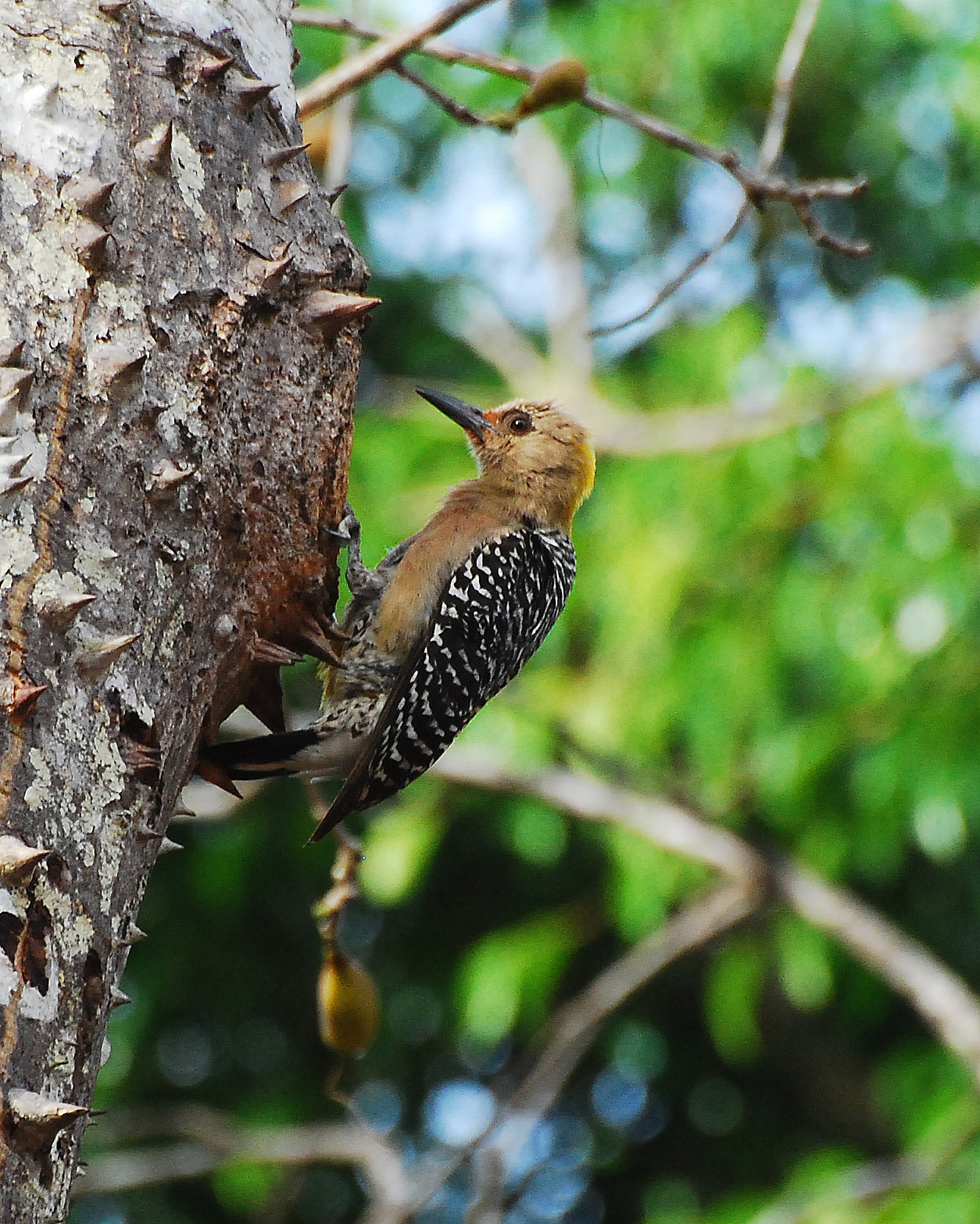

Melanerpes hoffmannii — небольшого размера дятел с относительно коротким хвостом и длинным, немного изогнутым клювом; имеет длину от 18 до 21 см и весит от 62 до 84 г. Оперение обоих полов сходное, за исключением рисунка на голове. У взрослых самцов тускло-белая передняя часть головы и надбровные дуги, ярко-красная макушка и ярко-жёлтый или оранжевый затылок. Взрослые самки имеют тускло-белую макушку и бледно-жёлтый затылок. Лицо и боковые стороны горла тускло-желтовато-серые. Спина и верхняя часть надхвостья окрашены в чередующийся чёрно-белый цвет, а нижняя часть надхвостья и кроющие перья хвоста белого цвета. Маховые перья чёрные с белыми полосами по всей длине и несколькими белыми пятнами. Хвост чёрный с небольшим количеством белого на большинстве перьев. Бока горла и груди тускло-желтовато-серые. Подбородок, горло и грудь от тускло-сероватого до желтовато-белого цвета, а центральная часть брюха ярко-жёлтая. Бока и кроющие подхвостья тускло-желтовато-белые с чёрными полосами. Клюв  чёрный, радужная оболочка красноватая, а ноги от голубовато-серого до серо-сизого цвета.

## Вокализация
M. hoffmannii довольно громкий вид. Самый распространенный крик — «churrr», издаваемый обоими полами. Также часто издают ворчливый, скрипучий звук «wicky woick-a woick-a...» или «wicka wicka wicka». Обычно барабанит по сухостою, но иногда и по металлическим конструкциям.

## Распространение и места обитания
M. hoffmannii имеет относительно небольшой ареал в западной части Центральной Америки. Распространён от тихоокеанского побережья Гондураса и Никарагуа до Коста-Рики; в Коста-Рике встречается и на карибской стороне. Избегает густых тропических лесов и населяет полуоткрытые ландшафты от засушливых до умеренно влажных. К ним относятся лиственные и светлые леса, вторичные леса, кофейные плантации и сады с крупными тенистыми деревьями, а также пастбища и живые изгороди с одиночными деревьями. Птиц данного вида часто можно встретить рядом с людьми. Встречается на высоте от 600 до 2150 м над уровнем моря в Гондурасе и преимущественно на высоте от 600 до 2150 м над уровнем моря в Коста-Рике.

## Биология
M. hoffmannii обычно добывает корм под пологом леса, изредка питается на земле. В состав рациона входят в основном членистоногие, которых он добывает из гниющих стволов и ветвей. Также питается разнообразными фруктами и собирает нектар с крупных цветов. Иногда поедает яйца других птиц.
Сезон размножения M. hoffmannii длится, по крайней мере, с января по июль, и обычно за сезон бывает два выводка. Оба пола выдалбливают гнездовую полость в мягком сухостое, живых пальмах или столбах забора. Дупло обычно находится на высоте от 1 до 6 м  над землей, и оба пола агрессивно защищают его от других дятлов и титир. В кладке обычно два или три яйца. Оба родителя насиживают яйца и ухаживают за птенцами. Продолжительность инкубационного периода и время до оперения птенцов неизвестны.